# Målle Lindberg
Birger Tord Uno Lindberg, känd som Målle Lindberg, född 29 september 1929 i Nässjö, död 23 mars 2025 i Västra Frölunda distrikt i Göteborg, var en svensk frikyrkopredikant. Han blev under 1960-talet en omtalad väckelsepredikant och väckelsesångare inom först pingströrelsen ("zigenarpredikanten") och senare som en av ledarna inom Maranata.

## Biografi
Målle Lindberg, som tillhörde släkten Lindberg från Småland, var yngst av sex syskon och växte upp i Nässjö i Småland. Han föddes mellan Nässjö och Sävsjö då hans föräldrar, som tillhörde resandefolket, deltog i en hästhandlarresa. Smeknamnet Målle fick han efter en felsägning; han sade att han också ville bli en hästamålle, men menade hästapålle som avsåg en hästhandlare.
Lindbergs familj var engagerad inom frikyrkorörelsen; hans far var frälsningssoldat, hans mor baptist och flera av hans syskon var pingstvänner. Lindberg, som följde med sin far till Frälsningsarmén, ville bli evangelist, men fördomar kring hans etnicitet ledde till att han möttes med tvivel och han hamnade i utanförskap. 
Han var som ung egen företagare, men dömdes 1947 till två års fängelse och 17 000 kronor i böter efter ett kioskrån. Under fängelsevistelsen, som han först avtjänade vid anstalten Malmö Kirseberg och sedan vid länsfängelset i Mariestad, återvände han till sin kristna tro och efter fullgjord militärtjänst blev han predikant, först i pingströrelsen och senare i Maranata. Lindberg hade en kraftfull men också kontroversiell predikostil, vilket ledde till att han valde att senare dra sig tillbaka, inte minst efter massmedial uppmärksamhet. En sådan händelse som Lindberg är känd för är hur han iklädd en vit kostym lät sig sänkas ner från en helikopter till förväntansfulla tältmötesbesökare i Örnsköldsvik.
I Göteborg grundade han senare församlingen Världsvid väckelse. Lindberg sade att han hade ett "frilanskontrakt" med Gud och besökte olika församlingar, tältmöten och marknader för att sjunga och vittna om Jesus. Han deltog även i TV-programmet Minns du sången. Målle Lindberg utnämndes 14 december 2002 till hedersdoktor i kristen musik av Life Christian University i Lutz i Florida i USA.

## Musik- och evangelisttraditioner
Det finns en stark tradition av musiker och evangelister i släkten Lindberg. Exempelvis var Målle Lindbergs äldste bror Calle Lindberg (1913–1961) sångarevangelist och dennes son Siwert Lindberg (född 1944) är musiker. Systersonen Ted Sandstedt (född 1956) turnerade under många år som sångarevangelist med sin kusin Nenne Lindberg (född 1954). Den senare har en dotter Emilia Lindberg (född 1990) är sångerska med ett flertal utgivna skivor. De fyra sistnämnda har ofta uppträtt tillsammans, ibland även med Målle Lindberg som dragplåster. En mera avlägsen släkting är artisten Christina Lindberg.

## Diskografi
- 1960 - Hav tack o Jesus (tillsammans med Curt Petersén)
- 1967 - En klädnad vit
- 1983 - Ett sus av regn
- 1998 - Målle med Zigenarkompet
- 1999 - O, du dyrköpta själ
- 1999 - Underbara land
- 1999 - Målle Lindberg - artist, sångare, evangelist (dubbel CD)
- 2000 - Minns du sången 3 "Jag är härligt löst och fri"
- 2002 - Målle Guld "Den kompletta samlingen" (3 CD)
- 2003 - Målles jul
- 2005 - Still going strong
- 2006 - Speleman av Guds nåde
- 2009 - Målle i Hollywood

## Övrigt
Cornelis Vreeswijks sång Tältet handlar om Målle Lindbergs excentriska tältmöten på 1960-talet.